# パロピント郡 (テキサス州)
パロピント郡（パロピントぐん、英: Palo Pinto County）は、アメリカ合衆国テキサス州の中央部北、エドワーズ高原に位置する郡である。2010年国勢調査での人口は28,111人であり、2000年の27,026人から4.0%増加した。郡庁所在地は未編入の町パロピント（人口333人）であり、同郡で人口最大の都市はミネラルウェルズ市（人口16,788人）である。
パロピント郡はその全体でミネラルウェルズ小都市圏を構成し、ダラス・フォートワース大都市圏（メトロプレックスと呼ばれている）に属してもいる。
アップハム石油・ガス会社が1956年に創立されて以来操業を続けてきた。この会社はミネラルウェルズ市出身のチェット・アップハムが創設し、アップハムは1979年から1983年までテキサス州共和党の議長でもあった。会社はその息子のチェスター・ロバート・アップハム3世が引き継いでいる。

## 歴史

### インディアン
1854年にランドルフ・B・マーシー将軍が設立したブラゾス・インディアン居留地が、好戦的なコマンチ族からデラウェア族、ショーニー族、トンカワ族、ウィチタ族およびカド族の安全地帯を形成していた。この居留地の中では、各部族がそれぞれの集落を持ち、農産物を栽培した。政府と契約した牛肉が毎週配給された。アメリカ市民は居留地と非居留地の区別が付けられず、居留地インディアンに対するコマンチ族やカイオワ族の略奪行為を非難した。「ザ・ホワイト・マン」というジャックスボロ市の新聞が、北テキサスから全てのインディアン部族の排除を提案した。
1858年12月、サミュエル・ヒューストンの通訳を務めていたチョクトー・トムと居留地インディアンの集団が居留地外での狩猟の許可を得た。12月27日、ピーター・ガーランド大尉と自警団がチョクトー・トムのキャンプを襲い、男性も女子供も無差別に殺し、傷つけた。アメリカ市民は居留地部族からの報復を恐れた。
ハーディン・リチャード・ランネルズ州知事がジョン・ヘンリー・ブラウンに100名の部隊を率いて地域に向かうよう命じた。チョクトー・トムへの襲撃について審問が行われたが、だれも告訴はされなかった。
1859年5月、ジョン・ベイラーと多くの白人が居留地でアメリカ陸軍と対立し、インディアン部族員の中の特定の者の引渡しを要求した。陸軍がそれを拒否し、ベイラーは撤退したが、その途中でインディアンの女性と老人各1人を殺した。ベイラーの集団はその後、陸軍が干渉する権限を持たない居留地の外でインディアンに攻撃された。怖れを抱いた開拓者の要請で、この居留地はその年に廃止された。

### パロピント郡の設立
1856年、テキサス州議会がボスキー郡とナバロ郡から分離してパロピント郡を設立した。郡名はパロピント・クリークに因んで名付けられた。翌年には正式に組織化され、ゴルコンダの町が郡庁所在地に指定された。この町は後の1858年にパロピントに改名された。

### 初期の牧畜と農業
グッドナイト・ラビング・トレイルを切り開いた牧畜の事業家オリバー・ラビングとチャールズ・グッドナイト、さらにはリューベン・ボーンが初期開拓者の中核になった。牛泥棒について1876年に行われた地域牧場主の会合が、テキサス・サウスウェスタン牛飼育者協会と呼ばれるものの始まりとなった。
テキサス州のフェンス切り戦争が1883年から1888年の約5年間続いた。農場主と牧場主が貴重な土地と水を巡って争いを始め、牛飼い達は牛に餌を食べさせるのが難しかったので、カウボーイにフェンスを切らせた。ジョン・アイアランド州知事が特別会議を招集して、フェンス切りを止めるよう命じた。これに反応して州議会がフェンス切りと牧草への火付けを懲役を伴う犯罪に指定し、同時にフェンスに対する規制も作った。その法の執行は1888年に暴力が関わる散発的な事件で効力を表さなかった。

### 成長期
1877年、ジェイムズ・リンチとアマンダ・リンチがこの地域に入ってきた。その土地で井戸を掘っていると、その水が生活に恩恵をもたらすものであることを見つけた。その水の癒し効果に関する噂が広まり、周辺の住民がその恩恵にあずかるためにやってきた。最後は、ミネラルウェルズの町ができた。ミネラルウェルズ州立公園は1981年に公開された。
テキサス州軍が1921年に第56騎兵旅団を立ち上げ、その4年後にジェイコブ・F・ウォルターズ准将がその部隊の訓練キャンプを建設する認可を与えられた。1941年、キャンプ・ウォルターズはアメリカ軍に委譲され、1951年にはウォルターズ空軍基地となった。その5年後、基地はアメリカ陸軍に渡されて、ヘリコプターの訓練学校となった。1973年、この訓練学校がアラバマ州フォートロッカーに移され、基地は閉鎖された。
1940年、ブラゾス川河川公社からポッサム・キングダム湖が取得された。市民保全部隊がこの施設を建設し、ポッサム・キングダム州立公園が1950年に公開された。
1992年頃、免許を得た野生生物リハビリ療法士アマンダ・ローラーが、多くの野生コウモリの住処になっていたミネラルウェルズで古いアパートを購入した。ローラーは時間を掛けて建物を修復し、コウモリにとって住みやすい環境を設定した。この建物は現在コウモリ・ワールド・サンクチュアリとなっており、傷付いたコウモリを救い、リハビリを行い、野性に戻す活動を行っており、またこの夜行性動物にかんして住民の教育を行っている。

## 地理
アメリカ合衆国国勢調査局に拠れば、郡域全面積は986平方マイル (2,554 km2)であり、このうち陸地953平方マイル (2,468 km2)、水域は5平方マイル (85 km2)で水域率は3.30%である。

### 主要高規格道路
- 州間高速道路20号線
- アメリカ国道180号線
- アメリカ国道281号線
- テキサス州道16号線
- テキサス州道108号線

### 隣接する郡
- ジャック郡 - 北
- ワイズ郡 - 北東
- パーカー郡 - 東
- フッド郡 - 南東
- イーラス郡 - 南
- イーストランド郡 - 南西
- スティーブンズ郡 - 西
- ヤング郡 - 北西

### 主な地形
- パロピント山地
- ブラゾス川
- ポッサム・キングダム湖

## 人口動態
以下は2000年の国勢調査による人口統計データである。
| 基礎データ - 人口: 27,026人 - 世帯数: 10,594 世帯 - 家族数: 7,447 家族 - 人口密度: 11人/km2（28人/mi2） - 住居数: 14,102軒 - 住居密度: 6軒/km2（15軒/mi2） 人種別人口構成 - 白人: 88.19% - アフリカン・アメリカン: 2.32% - ネイティブ・アメリカン: 0.67% - アジア人: 0.53% - 太平洋諸島系: 0.03% - その他の人種: 6.56% - 混血: 1.71% - ヒスパニック・ラテン系: 13.57% 年齢別人口構成 - 18歳未満: 26.0% - 18-24歳: 8.2% - 25-44歳: 25.9% - 45-64歳: 23.6% - 65歳以上: 16.4% - 年齢の中央値: 38歳 - 性比（女性100人あたり男性の人口） - 総人口: 96.7 - 18歳以上: 92.3 | 世帯と家族（対世帯数） - 18歳未満の子供がいる: 30.4% - 結婚・同居している夫婦: 55.6% - 未婚・離婚・死別女性が世帯主: 10.4% - 非家族世帯: 29.7% - 単身世帯: 26.2% - 65歳以上の老人1人暮らし: 12.9% - 平均構成人数 - 世帯: 2.52人 - 家族: 3.02人 収入と家計 - 収入の中央値 - 世帯: 31,203米ドル - 家族: 36,977米ドル - 性別 - 男性: 28,526米ドル - 女性: 18,834米ドル - 人口1人あたり収入: 15,454米ドル - 貧困線以下 - 対人口: 15.9% - 対家族数: 12.3% - 18歳未満: 20.5% - 65歳以上: 11.8% |

## 都市と町

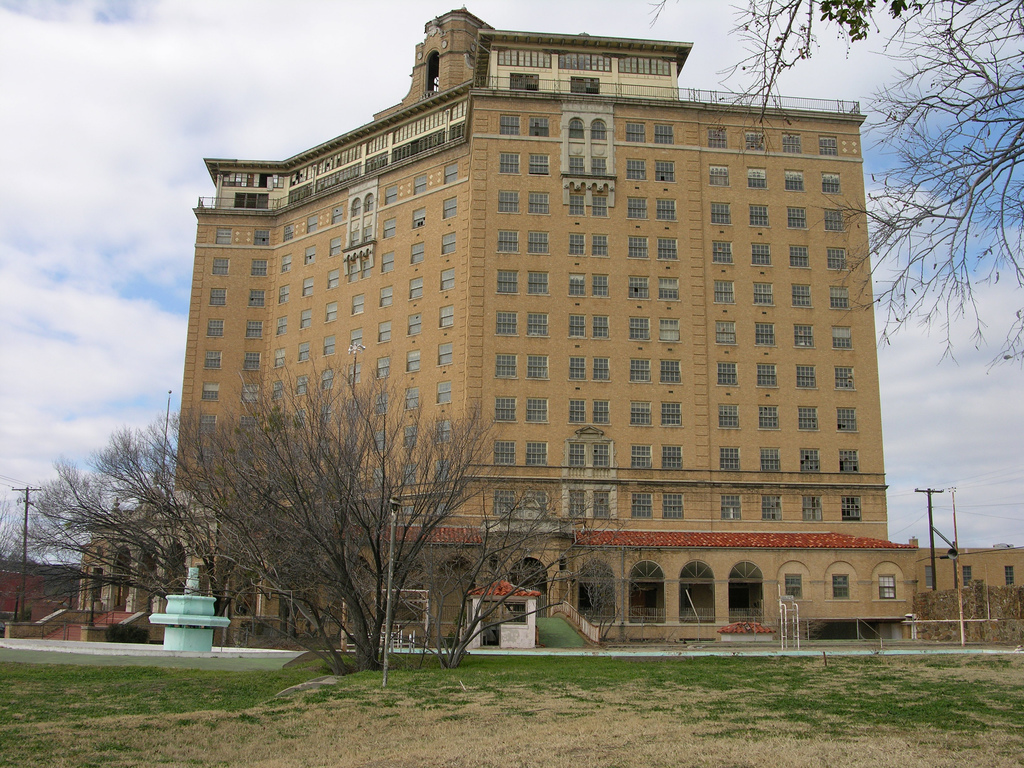
ミネラルウェルズ市にある放棄されたベイカー・ホテル

- ブラゾス、未編入の町
- ゴードン
- グラフォード
- ミネラルウェルズ、一部はパーカー郡内
- ミンガス
- オラン、未編入の町
- パロピント、未編入の町 - 郡庁所在地
- サント、未編入の町
- ストローン